# Trio avec piano no 6 de Beethoven

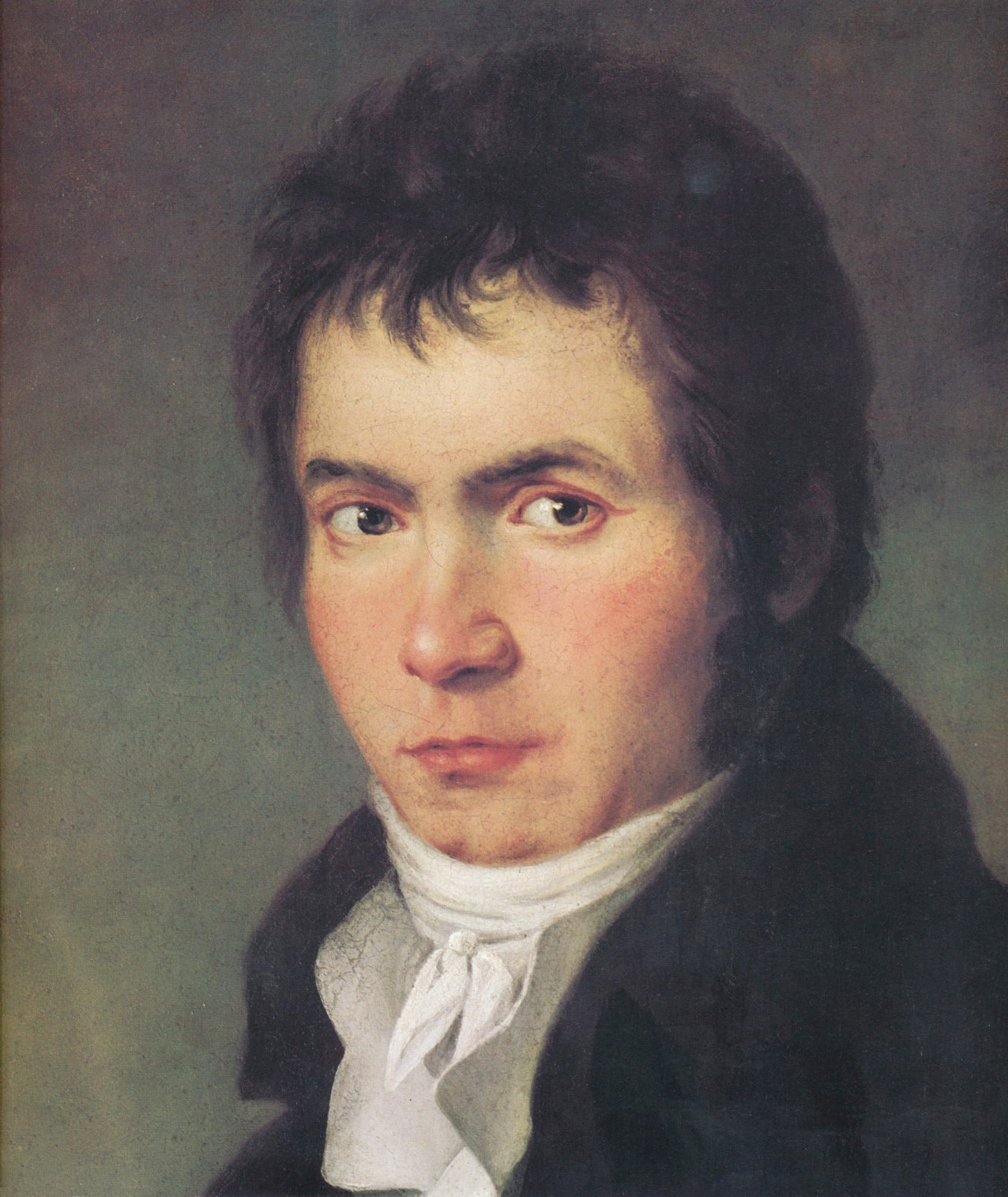
Beethoven 3.
Partie d'un tableau

Le Trio avec piano no 6 en mi bémol majeur, opus 70 no 2, de Ludwig van Beethoven, est un trio pour piano, violon et violoncelle qui fut composé entre 1807 et 1808 et dédié avec le Trio des Esprits à la comtesse Maria von Erdödy, proche amie du compositeur. Il fut publié en août 1809 chez Breitkopf et Härtel à Leipzig. Selon Carl Czerny, Beethoven aurait utilisé des thèmes populaires croates entendus lors d'un voyage en Hongrie.
Le Trio no 6 fut le contemporain exact de la Cinquième Symphonie et de la Symphonie Pastorale. ETA Hoffmann le tenait en haute estime et en fit l'éloge, ainsi que celui du Trio des esprits, dans l'Allgemeine Musikalische Zeitung en 1813.
Il comporte quatre mouvements et son exécution dure environ 32 minutes :
1. Poco sostenuto — Allegro ma non troppo, en mi bémol majeur (à , puis à 
)
2. Allegretto, en do majeur, puis do mineur (à 
)
3. Allegretto ma non troppo, en la bémol majeur (à 
)
4. Finale. Presto, en mi bémol majeur (à 
)